# Acronicta albiorbis
Acronicta albiorbis är en fjärilsart som beskrevs av George Francis Hampson 1909. Acronicta albiorbis ingår i släktet Acronicta och familjen nattflyn. Inga underarter finns listade i Catalogue of Life.